# World War II Online: Battleground Europe
 (mars 2020).
Si vous disposez d'ouvrages ou d'articles de référence ou si vous connaissez des sites web de qualité traitant du thème abordé ici, merci de compléter l'article en donnant les références utiles à sa vérifiabilité et en les liant à la section « Notes et références ».
World War II Online: Battleground Europe est un jeu vidéo de tir à la première personne en ligne massivement multijoueur sorti en 2001. Il est développé par l’équipe de Cornered Rats Software, une petite société américaine.

## Définition
WWIIOL BE est un jeu vidéo jouable exclusivement en ligne et demande un abonnement comparable à ceux des MMO. Son principe est unique dans l’univers du jeu vidéo en ligne. En effet, il consiste en un mariage entre un jeu de stratégie de type wargame et une simulation 3D totale. Le jeu se déroule lors de la Seconde Guerre mondiale, sur une période de mai 1940 (historiquement appelée Blitzkrieg) jusqu’à l’année 1942. Les Alliés, Français et Anglais, sont ainsi opposés aux forces allemandes.
L’ensemble résulte en un énorme champ de bataille dans un monde persistant, où les combats ont lieu 24h sur 24h. L’unique carte du jeu représente une grande partie du nord-ouest de l'Europe (sud de l’Angleterre, nord de la France, Belgique, Pays-Bas et la partie ouest de l’Allemagne, à l’échelle 1/2). La zone de jeu représente une superficie d’environ 15 000 km2 et comporte plus de 450 villes qui sont autant d’objectifs à capturer.

## But du jeu
L'objectif du jeu est de repousser l’adversaire aux limites de la zone de jeu afin de donner la victoire à son camp.
La capture des villes est possible selon le principe classique de capture de bâtiments importants (qui sont répartis en divers points clés). Au total, une centaine de joueurs peuvent ainsi s’affronter dans le but de contrôler une ville, ceci se produisant simultanément en différents points de la carte.

## L’aspect stratégique
Un certain nombre de divisions et les brigades qui y sont rattachées sont placées sur les villes de la carte, formant ainsi une ligne de front avec celles d'adversaires.
Ces divisions peuvent être déplacées de ville en ville selon des règles strictes, mais seuls certains joueurs (volontaires) faisant partie du « Haut Commandement » sont autorisés à le faire. Ils agissent comme le ferait un wargamer sur un jeu de pure stratégie.
Toutes ces « Brigades » (possédant un arsenal) représentent les forces disponibles, dans lesquelles les joueurs puiseront l’unité qu’ils utiliseront une fois sur le champ de bataille, c'est-à-dire dans la partie simulation 3D.

## La simulation
Une fois sur le terrain, le joueur a la possibilité d’incarner ou d’utiliser un grand nombre d’unités très différentes :
- le fantassin, comme dans un FPS classique, avec tous les types d’armes que l’on peut imaginer ;
- une grande variété d’engins blindés (près d’une trentaine) sont disponibles, notamment divers chars français jamais modélisés dans un autre jeu de simulation, comme le B1-bis ou le Somua S35 (avant l'arrivée du jeu "World of Tanks" qui les modélisa une 2e fois).
- la partie aérienne offre aussi son lot d’avions, aussi bien chasseurs que bombardiers (plus de 20), voire transports de troupes pour les parachutistes ;
- on peut aussi s’équiper d’un canon anti-char ou antiaérien comme le fameux 88 ;
- la partie maritime est elle aussi présente, mais offre moins d’alternatives que les autres simulations. Cependant, les destroyers, vedettes et cargos feront la joie des marins.

Les véhicules peuvent être joués par deux joueurs au maximum.

## Le réalisme
Toutes ces simulations sont traitées de manière très réaliste et respectent les valeurs historiques du matériel.
L’aviation, même si on n’atteint pas le niveau de complexité des jeux vidéo spécialistes du genre, offre des modèles de vol donnant des comportements très différents et très crédibles.
Les blindés ne sont pas en reste, les vitesses devant être passées manuellement lorsqu'on roule. Les vitesses de rotation des tourelles, ainsi que le blindage sont respectés.
De manière générale, la balistique est particulièrement bien étudiée et prend en compte tout ce que l’on pourrait espérer dans ce domaine : en particulier, le type d’obus, sa vitesse, l’épaisseur du blindage, et l’angle d’impact du projectile ; rien n’est donc laissé au hasard. Les shrapnels (fragments d'obus) sont eux aussi calculés. Les dommages sont localisés sur les différentes parties des véhicules, comme par exemple les membres d’équipage, le moteur, les chenilles, le radiateur…

## Un jeu d’équipe
Battleground Europe est aussi conçu pour favoriser le jeu en équipe. En effet, les développeurs ont mis de nombreux outils en jeu à la disposition des joueurs : entre autres, un système de communication ainsi que la présence de « Squads », équivalents à ce que l'on pourrait habituellement nommer guildes.
Une communauté francophone est également présente sur le jeu.

## Implications uchroniques
Ce jeu possède certains aspects propres à l'uchronie. Il propose en effet un déroulement de la Bataille de France jusqu'en 1942 et même au-delà, ceci impliquant que les armées alliées, dotées d'un meilleur commandement, ne tombent pas dans le piège du Plan Jaune allemand. La Blitzkrieg allemande peut donc être contrecarrée.